# Paname... n'est pas Paris
Pour plus de détails, voir Fiche technique et Distribution.
Paname... n'est pas Paris (Die Apachen von Paris) est un film franco-allemand réalisé par Nikolai Malikoff, sorti en 1927.

## Synopsis
Le chef d’une bande d'Apaches convoite les bijoux précieux d'une touriste américaine, alors que cette dernière a déjà un passé criminelle.

## Fiche technique
- Titre original : Die Apachen von Paris
- Titre français : Paname... n'est pas Paris
- Réalisation : Nikolai Malikoff
- Scénario : Robert Reinert et Serge Plaute d'après le roman de Francis Carco
- Assistant-réalisateur : Georges Lampin
- Direction artistique : Claude Autant-Lara et Vladimir Meingard
- Pays d'origine : République de Weimar - France
- Format : Noir et blanc - 1,33:1 - Film muet
- Genre : drame
- Durée : 112 minutes
- Date de sortie : 1927

## Distribution
- Jaque-Catelain : Mylord
- Charles Vanel : Bécot
- Ruth Weyher (en) : Savonette
- Lia Eibenschütz : Winnie
- Bondy : La Noise
- Olga Limburg (en) : Gertrude
- Nikolai Malikoff : John Rumple
- Jean-François Martial
- Jakob Tiedtke : Racken